# Bea Davies

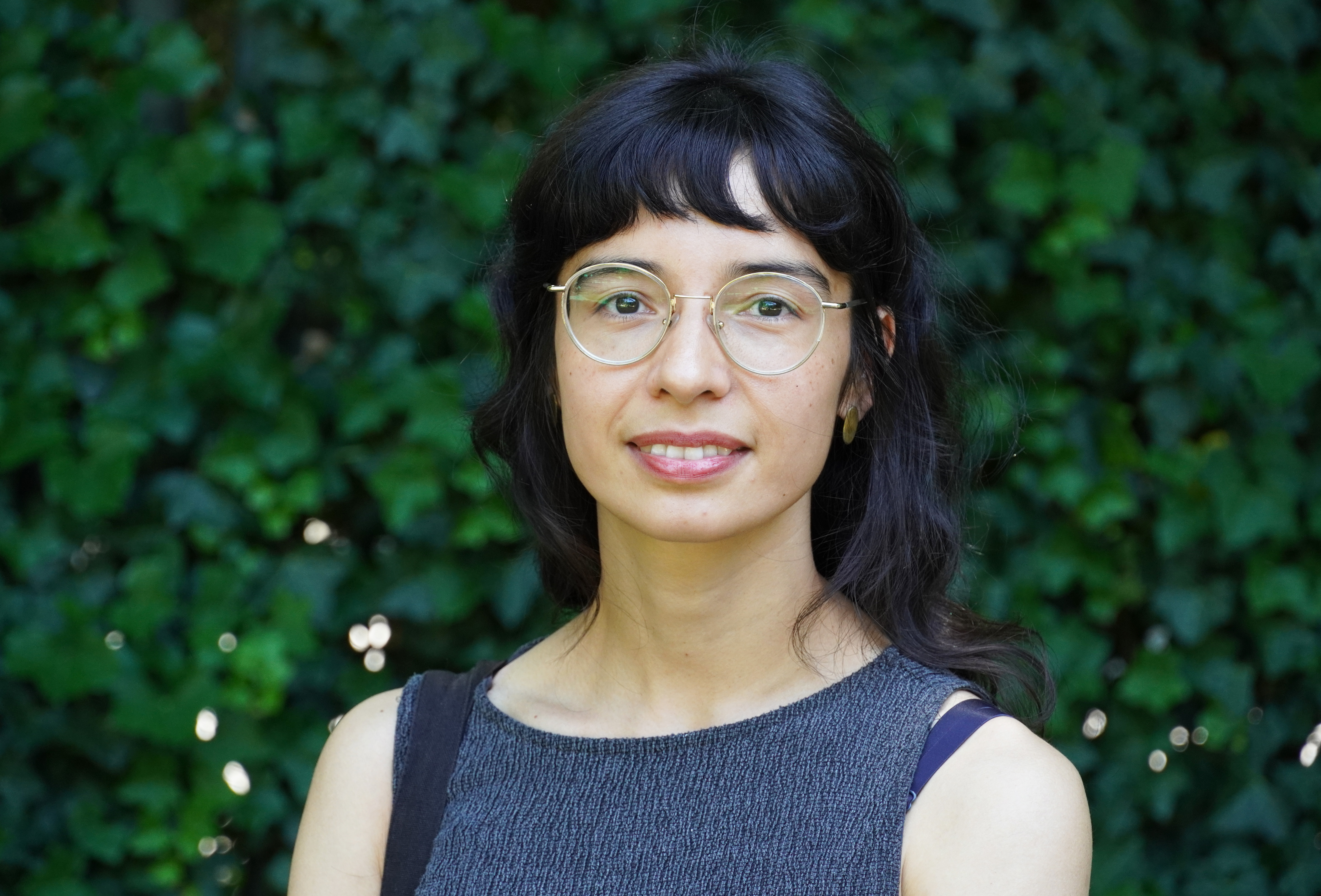
Bea Davies (2025)

Bea Davies (* 1990 in Italien), mit vollem Namen Beatrice Naomi Davies, ist eine italienische Comic-Künstlerin und Illustratorin. Sie wuchs in Italien, Süd-Korea sowie den Vereinigten Staaten auf und lernte durch den Einfluss ihrer Familie schon früh Zeichnen. Seit 2012 lebt sie mit ihrem Lebenspartner und dem gemeinsamen Kind in Berlin. Im Oktober 2019 erschien mit König der Vagabunden der erste umfangreiche Comic mit Zeichnungen von Davies. Es folgten weitere Veröffentlichungen, für die sie Illustrationen beisteuerte, darunter befinden sich etwa der Sachcomic für Kinder MENSCH! Eine Zeitreise durch unsere Evolution (2023) oder das Kinderbuch Himmelwärts (2024). Mit Super-GAU erschien Februar 2025 ihr erster umfangreicher Comic, für den sie ebenfalls den Text verfasste.

## Leben und Werk
Davies wurde 1990 in Italien geboren und wuchs dort in einer ländlichen Gegend auf. Ihre Mutter stammt aus Italien, ihr Vater hat koreanische und hawaiianische Wurzeln. Durch den kreativen Einfluss ihrer Familie lernte sie schön früh Zeichnen und es sei deswegen für Davies mehr als nur „bloßes Handwerk“. Sowohl ihre Tante wie auch ihr Großvater waren Maler, ihr Vater hat Illustration studiert und ihre Mutter ist Tänzerin. Ihre Eltern gründeten und betrieben gemeinsam ein Puppentheater. Davies verbrachte ihre Kindheit und Jugend neben Italien auch in Südkorea und den Vereinigten Staaten. Dank eines Stipendiums besuchte sie 2010 die School of Visual Arts in New York. Nach der Geburt ihres Sohnes 2012 zog sie mit ihrem Lebensgefährten Sebastian Quiroga Chand, einem kolumbianischen Komponisten, nach Berlin. Dort lebt sie im Stadtteil Kreuzberg und arbeitet als freie Illustratorin, unter anderem für die Obdachlosenzeitung Strassenfeger, und Comic-Künstlerin. 2015 begann sie an der Kunsthochschule Berlin-Weißensee ein Studium in Visueller Kommunikation. Im folgenden Jahr erhielt sie ein Mart Stam Stipendium, das von der Kunsthochschule als finanzielle Förderung an ihre Studierenden für „besondere fachliche und außerfachliche Leistungen“ vergeben wird. 2018 wurde sie von der Studienstiftung des Deutschen Volkes angenommen.
Zusammen mit dem Autor Patrick Spät zeichnete Davies ihre erste umfangreiche Veröffentlichung König der Vagabunden, die im Oktober 2019 beim avant-verlag erschien. Der historische Comic schildert das Leben von Gregor Gog, der von 1891 bis 1945 lebte und sich in der Weimarer Republik für die Interessen von Obdachlosen einsetzte. Die Handlung beginnt 1910, als Gog im Alter von 19 Jahren mit der Kirche brach, seine Familie und Heimat in Schwerin an der Warthe verließ, um zur See zu fahren. Dort lernte er Karl Raichle und Theodor Plivier kennen, die ihn für den Anarchismus begeisterten. Nach seiner unehrenhaften Entlassung gründete er gemeinsam mit Raichle und Plivier in der Nähe von Stuttgart die „Kommune am grünen Weg“. 1927 startete Gog sowohl die Bruderschaft der Vagabunden – wodurch er seinen Spitznamen „König der Vagabunden“ erhielt – als auch die erste Straßenzeitung Europas mit dem Titel Der Kunde, einer „Zeit- und Streitschrift der Vagabunden“. Im April 1928 fand in Stuttgart der erste öffentliche Vagabundenabend statt, dem der Vagabundenkongress 1929 folgte, wo Gog als Redner auftrat. Mit Beginn des Nationalsozialismus floh Gog zunächst in die Schweiz und später in die Sowjetunion, wo er vom Kommunismus überzeugt wurde. Davies war während der Entstehung von König der Vagabunden als ehrenamtliche Helferin in einer Obdachlosenunterkunft tätig. In den damaligen Straßenzeitungen sprachen sie insbesondere viele Holzschnitte, Lithografien und Kreidezeichnungen an, die den Stil des Comics prägten, den Davies in schwarz-weißen Tuschezeichnungen umsetzt.
Im Jahr 2020 publizierte der Jaja Verlag mit A Child’s Journey gesammelte Geschichten aus ihrem Onlinecomic Samurai’s Visual Journal. Die Idee entstand im Jahr 2012, als Davies schwanger war. Sie hielt die ersten Jahre ihres Sohnes Samuel – im Comic Samurai – in Bildern aus Bleistift und Tusche fest. Die ersten Zeichnungen waren noch Skizzen, später malte sie kurze Anekdoten aus ihrem Familienalltag. Laut Davies hat ihr die Arbeit geholfen, sich besser in die Perspektive ihres Sohnes einzufühlen, aber auch um über ihre neue Rolle als Mutter nachzudenken. Die Beiträge erschienen online zwischen März 2013 und Mai 2020. Sowohl der Onlinecomic, wie auch die Printausgabe sind in Englisch verfasst.
Gemeinsam mit den Wissenschaftsjournalisten Susan Schädlich und Michael Stang entstand der Sachcomic MENSCH! Eine Zeitreise durch unsere Evolution – empfohlen für Kinder ab zehn Jahren – der im August 2023 beim Carlsen Verlag herauskam. Darin werden etwa 7 Millionen Jahre Menschheitsgeschichte anhand von Daten und Geschichten anschaulich illustriert. Thematisiert werden beispielsweise weltweite Wanderstrecken des Menschen, die Besiedlung der Erde, das menschliche Skelett oder Schritte menschlicher Evolution. Unterstützt wurden die Autoren durch Experten vom Senckenberg Naturmuseum in Frankfurt am Main, die ebenfalls den aktuellen Forschungsstand beisteuerten. Schädlich, Stang und Davies gestalteten zusammen eine Rahmenhandlung für den Sachcomic. Die Großmutter von Tali möchte ihren 80. Geburtstag nicht nur mit allen lebenden Familienmitgliedern feiern, sondern auch mit der großen „Familie Mensch“ aus der Vergangenheit. Mit Hilfe einer künstlichen Intelligenz namens Xyzo macht sich Tali auf eine Reise durch die Vergangenheit und begegnet dabei acht Verwandten der menschlichen Spezies, wie etwa Toumaï, Lucy oder dem alten Mann von La Chapelle, aber auch unterschiedlichen Tieren. Die Rahmenhandlung malt Davies als bunten Comicstrip in Panelform mit Sprechblasen, während die wissenschaftlichen Fakten als doppelseitige Bilder mit Fließtext gestaltet sind. Sie verwendet vor allem eher dezentes Beige und Blau als Grundfarben. Einige Bildelemente und Texte hebt sie im Kontrast mit einem knalligen Neongelb hervor.
Für den Roman Himmerwärts von Karen Köhler, den sie ursprünglich als Theaterstück verfasste, steuerte Davies Illustrationen bei. Das Buch, das für Leser ab neun Jahren empfohlen wird, erschien Februar 2024 im Carl Hanser Verlag. Die Mutter der 10-jährigen Toni ist kürzlich an Krebs gestorben. Mit ihrer Freundin YumYum zeltet Toni in ihrem Garten, um mit Hilfe eines selbstgebauten, kosmischen Radios Kontakt mit ihrer Mutter aufzunehmen, auch wenn Toni nicht so recht davon überzeugt ist, was ihr Erwachsene über ein Leben nach dem Tod erzählen. Im Laufe des Abends empfangen die beiden Freundinnen tatsächlich mehrfach Signale, allerdings nicht von Tonis Mutter, sondern von einer Astronautin auf der Internationalen Raumstation. Die Geschichte wird aus der Perspektive von Toni erzählt, ergänzt um Erinnerungsnotizen zu ihrer Mutter. Davies koloriert ihre Bilder, die zum Teil als Doppelseiten gestaltet sind, in dezenten Blau-, Rot- und Violetttönen.
Im Februar 2025 veröffentlichte der Carlsen Verlag mit Super-GAU den ersten umfangreichen Comic von Davies, den sie sowohl getextet, als auch gezeichnet hat. In der episodenhaften Geschichte erzählt sie vor dem Hintergrund der Nuklearkatastrophe von Fukushima von Menschen in Berlin. Super-GAU spielt fast vollständig am 11. März 2011, dem Tag des Unglücks. Die Alltagsgeschichten der acht zentralen Charaktere sind auf unterschiedliche Arten – mal mehr, mal weniger – miteinander verwoben. Davies zeigt den Alltag der Figuren, etwa in der eigenen Wohnung, in einem Café oder bei einem Spaziergang durch die Stadt. Die Handlung beginnt und endet mit einem Prolog beziehungsweise Epilog in Japan, spielt ansonsten aber im Berliner Stadtteil Kreuzberg. Eine der wichtigen Figuren ist zum Beispiel Lea. Sie wird am 11. März 18 Jahre alt, wächst bei ihrem Großvater auf, da ihre alkoholkranke Mutter schon früh spurlos aus ihrem Leben verschwand, und arbeitet in einer Obdachlosenunterkunft. Einige der Figuren sind tatsächlichen Menschen und Situationen nachempfunden, etwa durch Davies ehrenamtliches Engagement für Obdachlose. Davies malt ihren realistischen Stil, der an Aquarell-Bilder erinnert, mit fließendem Strich. Die eher luftig wirkenden Illustrationen sind in Grau, Schwarz und Weiß gehalten. Das Seitenlayout folgt keinem festen Schema; Davies variiert beispielsweise die Anordnung der Panels. Insgesamt setzt sie Text und Dialoge eher sparsam ein oder verzichtet sogar vollständig darauf. Trotz des Titels Super-GAU wird die Nuklearkatastrophe von Fukushima kaum thematisiert und Bezüge zur Handlung des Comics sind eher indirekter Natur, etwa durch Verbindungen zwischen einzelnen Personen.

## Veröffentlichungen (Auswahl)
- Der König der Vagabunden. Patrick Spät (Text) und Bea Davies (Zeichnung), avant-verlag, Berlin, Oktober 2019, 160 Seiten, ISBN 978-3-96445-015-9.
- A Child’s Journey. Bea Davies (Text und Zeichnung), Jaja Verlag, Berlin, 2020, 112 Seiten, ISBN 978-3-946642-88-6.
- Brummps. Sie nannten ihn Ameise. Dita Zipfel (Text) und Bea Davies (Zeichnung), Carl Hanser Verlag, München, Januar 2022, 136 Seiten, ISBN 978-3-446-27255-2.
- MENSCH! Eine Zeitreise durch unsere Evolution. Susan Schädlich, Michael Stang (Text) und Bea Davies (Zeichnung), Carlsen Verlag, Hamburg, August 2023, 80 Seiten, ISBN 978-3-551-25495-5.
- Himmelwärts. Karen Köhler (Text) und Bea Davies (Zeichnung), Carl Hanser Verlag, München, Februar 2024, 192 Seiten, ISBN 978-3-446-27922-3.
- Wer schnappt Ronaldo? Kopfgeld auf ein Chamäleon. Benjamin Tienti (Text) und Bea Davies (Zeichnung), Verlagsgruppe Oetinger, Hamburg, Februar 2024, 176 Seiten, ISBN 978-3-7513-0109-1.
- Super-GAU. Bea Davies (Text und Zeichnung), Carlsen Verlag, Hamburg, Februar 2025, 208 Seiten, ISBN 978-3-551-75647-3.

## Auszeichnungen
Davies und Spät befanden sich im Jahr 2019 mit König der Vagabunden unter den Finalisten für den Comicbuchpreis der Berthold Leibinger Stiftung. Das Mitglied der Jury Florian Höllerer lobt den „virtuose[n] Übermut, der das Skript von Patrick Spät kennzeichnet“. Der Text finde in den Illustrationen von Davies eine „lebendige Entsprechung“.
MENSCH! Eine Zeitreise durch unsere Evolution erhielt den „LesePeter März 2024“ der Gewerkschaft Erziehung und Wissenschaft. Die Jury hält in ihrem Urteil fest, dass die Veröffentlichung insgesamt eine „gelungene Kombination aus lehrreichem Sachbuch und unterhaltsamem und wunderschön gestaltetem Comic [ist]“. Die Autoren würden die Leser auf eine „aufregende Reise durch die Geschichte der Menschheit, angefangen von den frühen Menschenarten bis hin zum Homo sapiens“ mitnehmen. Insbesondere das „Gleichgewicht zwischen Sprechblasen, Comicbildern und Fließtext“ falle gelungen aus. Optisch gebe es viel zu entdecken. Die wundervollen und liebevoll gestalteten Illustrationen „tragen dazu bei, den Wissensschatz anschaulich zu erklären“.
Im Februar 2024 erhielt Himmerwärts (mit Text von Karen Köhler) den „Luchs des Monats“ Nummer 445, der zusammen von Radio Bremen und Die Zeit für Kinder- und Jugendliteratur vergeben wird. Im März 2025 wurde das Buch für den Deutschen Jugendliteraturpreis nominiert. Laut Jury bietet der Roman ein „Feuerwerk philosophischer und sprachästhetischer Erzählkunst“. Davies dezente Zeichnungen würden nie zu viel verraten und „laden auf ganz eigene Weise zum weiterführenden Philosophieren ein“.

## Kritiken
Davies und Spät zeichnen laut Gerrit Lungershausen bei comicgate.de mit König der Vagabunden das „Bild eines würdevollen Anarchisten, eines Vagabunden-Königs ohne Hermelin, aber mit Stolz“. Während die kirchenkritischen Töne Gogs noch durch ein Jugenderlebnis motiviert seien, blieben zentrale Aspekte wie sein späteres Interesse am Kommunismus eine „Leerstelle in der Geschichte“. Im Anschluss an den Vagabundenkongress gehe alles „sehr rasch, ein wenig scheint es, als wäre das Erzählziel erreicht, und was folgt, ist eher ein Nachspiel“.
Das Comic-Sachbuch MENSCH! Eine Zeitreise durch unsere Evolution fällt für Heike Byn bei Spektrum der Wissenschaft nicht nur beherzt aus, sondern „beantwortet auch abwechslungs- und wissensreich sowie ziemlich unterhaltsam viele Fragen von kleinen und großen Forschern“. Die Autoren hätten dabei jede Menge faszinierende Daten, Fakten und Geschichten im Gepäck, wobei die Wissensvermittlung auch Dank der Illustrationen „kindgerecht, leicht verständlich, auf Augenhöhe und fachlich fundiert“ ausfalle. Stefan Fischer kommt in der Süddeutschen Zeitung zu einem ähnlichen Urteil. Die „lustige Idee“ biete ein „kenntnissreiches Puzzle“ und auch „Gelegenheit, allerhand Wissenswertes über unsere Spezies in Erfahrung zu bringen, über Knochen, Zähne, DNA und Evolution“. Trotz aller Komplexität versinke der Comic nicht in Chaos.
Bei Stiftung Lesen heißt es zu Himmelwärts, der Roman ist mit „viel Herz“ geschrieben, „[e]rgreifend, aber zu keiner Zeit bedrückend“. Der Text werde dabei von „organisch eingeflochtenen Illustrationen begleitet“. Köhler verwebt in ihrem ersten Roman für Kinder die Vorbereitungen zur „Kontaktaufnahme-Campingparty inklusive Snack-Gelage mit Tonis Schmerz, der im Laufe der Nacht immer offener daliegt“, so Judith Scholter für Die Zeit. Bei aller Schwere des Themas schreibe sie „federleichte Dialoge und schafft ein Sprachkunstwerk, das glaubwürdig die Trauer einer Zehnjährigen“ einfange. Die Illustrationen von Davies „lenken den Blick vom Text in den Nachthimmel und tragen die Geschichte über die Grenzen der Buchstaben […] hinaus“. Insgesamt entfalte das Buch einen „Sog, der es vollkommen plausibel erscheinen lässt, was dann passiert“.
In den vergangenen Jahren habe sich Davies bereits mit mehreren Veröffentlichungen – etwa die historische Graphic Novel Der König der Vagabunden, der Evolutions-Sachcomic MENSCH! Eine Zeitreise durch unsere Evolution oder die Sammlung autobiografischer Comics A Child’s Journey – als eine der „handwerklich herausragenden Zeichnerinnen der deutschen Comicszene etabliert“. Mit Super-GAU hat sie „ihr visuelles Repertoire nun noch einmal entscheidend erweitert“, hält Lars von Thörne weiter im Tagesspiegel fest. Insbesondere ihre „prägnante Figurenzeichnung […] mit ihrer zarten und zugleich sehr dynamischen Linienführung“ würden an Will Eisner und Craig Thompson erinnern. Es ließen sich aber auch Einflüsse von Mangaka wie Inio Asano, Naoki Urasawa oder Jiro Taniguchi erkennen. Im Fokus des Comics würden „vor allem das urbane Leben in Berlin und die Beziehungen, die Menschen in der Großstadt miteinander verbinden“ stehen. Laut Mathias Heller beim Norddeutschen Rundfunk ist Super-GAU „nicht nur intelligent gemacht, sondern auch in [den] Schwarz-Weiß-Zeichnungen großartig gelöst“. Der Comic wolle nichts und schaffe doch so viel, „weil es das Leben zeigt - mit all seinen Tiefschlägen und plötzlichen Veränderungen, Überraschungen und Enttäuschungen“. Zwar sei die Grundidee nicht neu, doch falle das hervorragende Ergebnis „eindrucksvoll, leicht und dennoch mit ungeheurer erzählerischer Tiefe“ aus. Katja Maria Engel hält bei Spektrum der Wissenschaft fest, dass Davies eine „einfühlsame Graphic Novel über Armut und Hoffnung, Vergebung und über die Verbundenheit von Menschen gelungen ist“. Der Titel Super-GAU sei etwas verwirrend, weil das Unglück in Fukushima nur den Handlungsrahmen bilde, dementsprechend könne es grundlegend „auch eine andere globale Katastrophe sein, deren Auswirkungen das Leben von Menschen auf der ganzen Welt betreffen“.